# 大岭街道

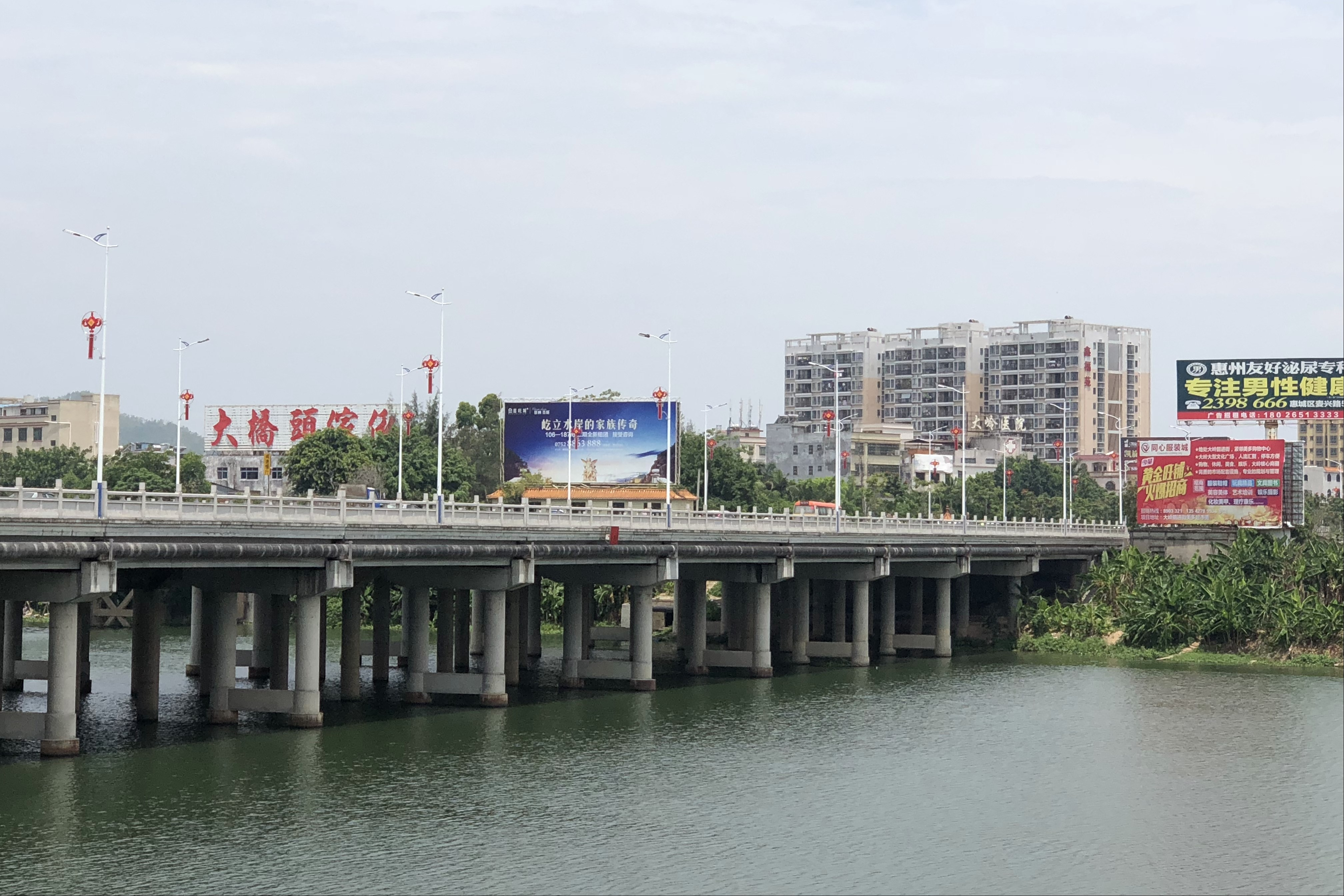
平山大桥，桥对岸为大岭街道

大岭街道是中华人民共和国广东省惠州市惠东县下辖的一个街道办事处。位于惠州市东南部，轄區總面積156.7平方公里，户籍人口49378人（2006年），下辖2个社区居委会和12个行政村。

## 行政区划
大岭街道下辖以下村级行政区划单位：
大岭社区、新安社区、大洲村、池竹村、文布村、洪湖村、茗教村、万松村、桥星村、白沙布村、彭白村、棠阁村、澄溪村和春光村。